# 일렉트리싯 두 캄보지 FC
일렉트리싯 두 캄보지 FC(크메르어: ក្លឹបបាល់ទាត់អគ្គិសនីកម្ពុជា, Klœ̆b Băltoăt Âkkĭsâni Kâmpŭchéa; lit.)는 캄보디아의 축구단이다. 현재 캄보디아 리그 2에 참가하고 있다.